# Tragacantha aegobroma
Tragacantha aegobroma là một loài thực vật có hoa trong họ Đậu. Loài này được (Boiss. & Hohen.) Kuntze miêu tả khoa học đầu tiên năm 1891.